# Super.Markt – Neues für Verbraucher
Super.Markt – Neues für Verbraucher (kurz: SUPER.MARKT) ist ein Verbraucher- und Wirtschaftsmagazin, das seit Mai 2017 im rbb Fernsehen ausgestrahlt wird. Moderatorin der Sendung ist Janna Falkenstein.

## Geschichte
Super.Markt wurde erstmals am 8. Mai 2017 ausgestrahlt und entstand als Folge einer Programmreform als Nachfolgesendung des im Dezember 2016 eingestellten Verbrauchermagazins WAS!. Die Sendung wird wöchentlich montags zwischen 20:15 Uhr und 21:00 Uhr ausgestrahlt. Moderiert wird Super.Markt von Janna Falkenstein, weitere als Experten in der Sendung auftretende Moderatoren sind Chris Guse, Andreas Keßler, Gerald Meyer, Sven Oswald und Sarah Tschernigow.

## Inhalte
Die Sendung ist ähnlich wie bereits das Vorgängermagazin WAS! strukturiert. Die Sendung enthält Produkttests und Fragestellungen zu verbraucherschutzrechtlichen Themengebieten. Super.Markt umfasst dabei die Themengebiete Essen & Trinken, Freizeit, Geld, Gesundheit, Haushalt, Mobilität, Multimedia, Recht und Wohnen. Dabei kommen zumeist Experten zu Wort, teilweise werden auch Fallbeispiele in Form von Einspielern präsentiert.

## Ähnliche Sendungen
- Markt (WDR) und Markt (NDR)
- Marktcheck (SWR Fernsehen)
- MEX. das marktmagazin (hr-Fernsehen)
- Umschau (MDR-Fernsehen)
- WISO (ZDF)